# Ялтинський амфітеатр
Ялтинський амфітеатр — ялтинська смуга гір, що має форму амфітеатру і завершується Ялтинською яйлою.
Ялтинський гірський амфітеатр захищає місто з півночі, північного сходу та північного заходу і створює специфічний мікроклімат міста. Він обрамлює приморську долину, в якій знаходиться місто Ялта і Ялтинська затока. На північ і північний захід від Ялти знаходиться Ай-Петринська яйла — частина Головної гряди Кримських гір. На північний схід від неї пролягають відроги Нікітської яйли з вершиною Авінда (1473 м). На південний захід від Ялти знаходиться гора Могабі (804 м).